# Bernhard Adler

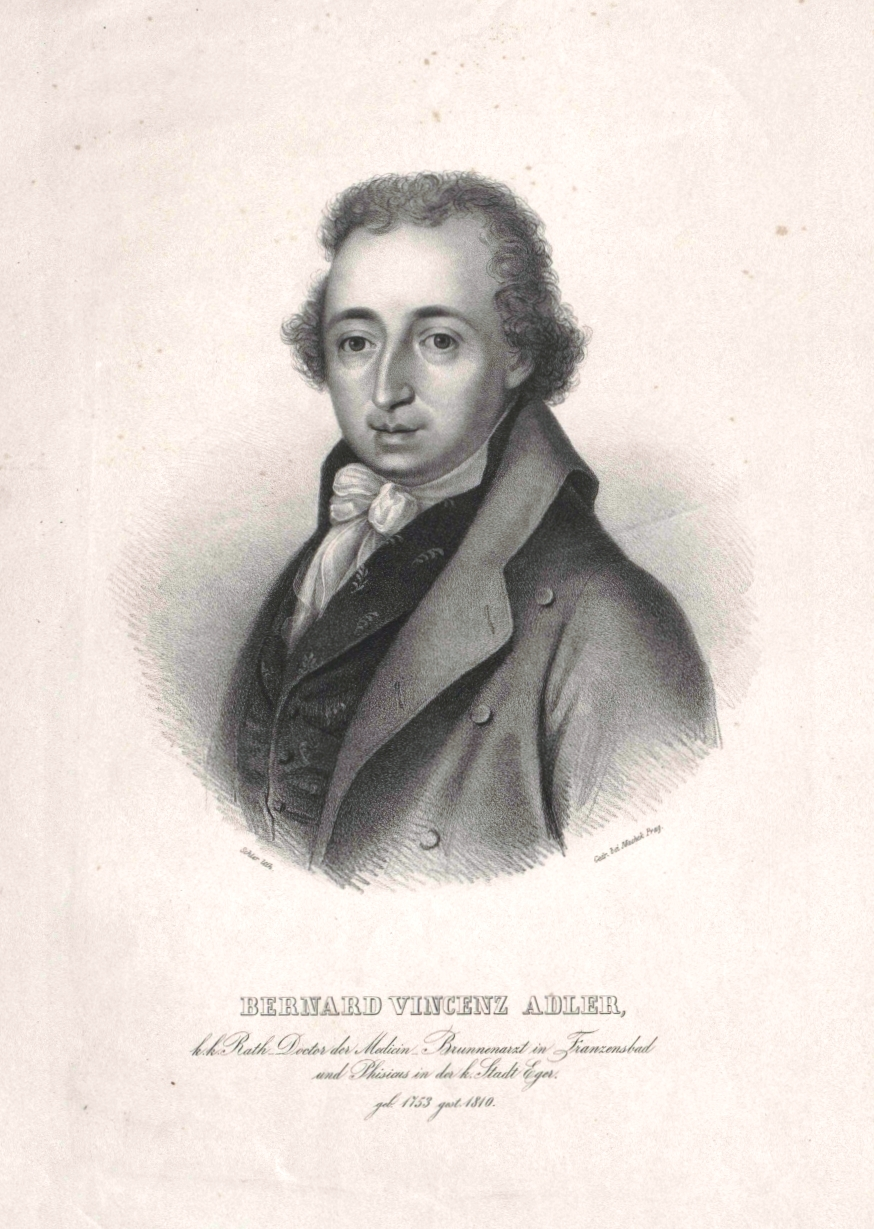
Bernard Vincenz Adler

Bernhard Vinzenz Adler (* 12. September 1753 in Eger; † 5. August 1810 in Franzensbad) war ein böhmischer Arzt und Begründer des Badeortes Franzensbad in Westböhmen.

## Leben
Adler wurde als Sohn des Caspar Adler, Bürger, Weißgerbermeister, Ratsherr und Gemeindeältester der Stadt Eger und der Margaretha Sibylla, geb. Vetterl, der Tochter des Egerer Bürgers und Lohrotgerbermeisters Johann Isaak Vetterl, geboren und am Folgetag auf die Vornamen Bernard Vincenz Ferrerius getauft.
Als Absolvent des Gymnasiums der Stadt Eger in Westböhmen studierte er an der Universität in Wien Medizin, gefördert durch Stipendien aus Stiftungen der Stadt Eger. Im Jahre 1782 erfolgte in Wien die Promotion zum Dr. med. mit der Dissertation De acidulis Egranus. In dieser chemisch-medizinischen Abhandlung wies er auf die Heilkraft der bei dem Ort Schlada in der Nähe von Eger in sumpfigem mineralhaltigem Moorgebiet, durchflossen von den Mäandern des Schladabachs, emporsteigenden Heil- und Gasquellen hin.
Adler heiratete in erster Ehe in Eger am 13. Januar 1785 Margaretha Haitzer (1767–1795), Tochter des Bürgers und Weißbäckermeisters Christoph Haitzer in Eger und der Magdalena, geb. Sorgner. Aus dieser Ehe gingen vier Töchter und zwei Söhne hervor. Nach dem Tod der ersten Ehefrau, die am 13. Oktober 1795 an Schleimschlag starb, ehelichte er in Eger am 24. Juli 1796 Rosalia (* 1763), Witwe des Bürgers und Seifensiedermeisters Sigismund Besmeth. Aus dieser Ehe sind keine Kinder bekannt.

### Gründung
Nach kurzer Praxis als Arzt in Wien wurde Bernhard Adler vom Rat der Stadt Eger im Jahre 1783 zum Stadtphysikus, kurz danach zum Kreisphysikus und 1793 zum Brunnenarzt ernannt. Er gilt als Begründer des Kurortes Franzensbad, der sich mit Förderung von Heinrich Franz Graf von Rottenhan in der Nähe des Ortes Schlada entwickelte. Dieser hatte zunächst den Namen Kaiser-Franzensdorf, benannt nach dem österreichischen Kaiser Franz II. von Habsburg-Lothringen (1768–1835), wurde 1807 in Kaiser-Franzensbad umbenannt und hieß nach dem Ende des Ersten Weltkriegs und der Österreich-Ungarischen Monarchie ab 1918 Franzensbad. Nach dem Ende des Zweiten Weltkriegs 1945 wurde der Stadtname in die tschechische Sprache übersetzt.
Bernhard Adler ließ im Jahre 1808 die Gasquelle, von alters her „der Polterer“ genannt, 1811 den Kalten Sprudel und die Louisenquelle, 1816 die Salzquelle und 1820 die Wiesenquelle fassen. Er förderte den Ausbau vorhandener Kureinrichtungen, der Unterkünfte für die Heilung Suchenden und förderte die Umgestaltung des sumpfigen Moorgebietes mit Pfaden und Stegen zu altbekannten Quellen, aus denen nach altem Recht Wasser geschöpft und zum Verkauf nach Eger gebracht wurde. Als Adler dieses Schöpfrecht einschränken wollte, kam es 1791 zu dem oft erwähnten „Egerer Weibersturm“. Die Frauen, die mit dem Schöpfen, Transport und Verkauf des Wassers in Eger ihren Lebensunterhalt verdienten, wehrten sich erbittert gegen seine Pläne. Sie fühlten sich um ihre Wasserträgerrechte gebracht und zerstörten die Anlage. Der Stadtrat von Eger griff ein und ermöglichte die Weiterführung des Ausbaus als Kurort.
Es entstand ein anspruchsvolles, von der Stadt Eger aus bequem erreichbares Erholungsgebiet mit ansehnlichen Kuranlagen. Zu seinen berühmtesten Gästen der Anfangszeit zählten Johann Wolfgang von Goethe (1783–1832), über dessen Aufenthalte in Franzensbad Johannes Urzidil in dem Buch Goethe in Böhmen (1932, überarbeitet 1962 u. 1965) ausführlich berichtete, und Ludwig van Beethoven (1778–1827) in Begleitung von Antonia Brentano und ihrer Familie. Zahlreiche, vor allem russische Aristokraten als Patienten der Franzensbader Brunnenärzte Anton Alois Palliardi, Paul Cartellieri (1807–1881), Lorenz Köstler von Stromberg (1807–1880) und Josef Cartellieri (1849–1909) festigten den Ruf Franzensbads als exclusiven Badeort, dessen Ruhm nach dem Ende des Ersten Weltkriegs 1918 zu verblassen begann. Adler starb als Königlich Kaiserlicher Rat am 9. August 1810 an Brustwassersucht in Franzensbad Nr. 5.

### Wappen

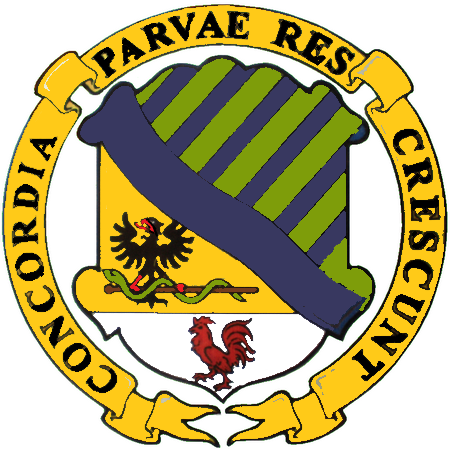
Wappen zu Ehren des Gründers und des Förderers

Kaiser-Franzensbad, zum Bäderdreieck Karlsbad, Marienbad und Franzensbad, den drei berühmten Kurorten des Egerlandes gehörend, erhielt 1865 die vollen Stadtrechte und nahm das bisherige Ortssiegel als Stadtwappen an. Das  Wappenbild erinnerte an den Gründer von Franzensbad, Bernhard Vinzenz Adler und an Heinrich Franz Graf von Rottenhan (1737–1809), den Förderer des Aufbaus des Kurortes seitens der Landesregierung in Prag in der Zeit der Entstehung.
Das Wappen der Stadt Franzensbad der Stadterhebungszeit des Jahres 1852 ist diagonal geteilt. Die rechte Hälfte zeigt in Grün einen gewellten Balken, einen silbernen welligen Fluss symbolisierend, dem von rechts oben mehrere Strahlen als Quellflüsse zustreben. Die linke Hälfte zeigt oben als Ehrung für Bernhard Adler einen schwarzen Adler, der in den Fängen den Äskulapstab als Zeichen der Heilkunst hält. In der unteren Hälfte steht ein roter Hahn, als Erinnerung an Heinrich Franz Graf von Rottenhan († 1809), Großgrundbesitzer in Westböhmen, Oberst-Burggraf des Königreichs Böhmen und Justizminister, als Anerkennung für seine wohlwollende Mitwirkung bei der Gründung des Ortes Franzensbad.
Die Umschrift des Wappens lautet: „CONCORDIA PARVAE RES CRESCUNT“ (Durch Eintracht wachsen auch kleine Dinge) und hat Ähnlichkeit mit dem Wappen des fränkischen uradeligen Geschlechts Rottenhan.
Im Jahre 1902 errichtete der Anpflanzungs- und Verschönerungsverein vor dem Mittelpavillon der Kolonnade an der Salz- und Wiesenquelle zu Ehren Bernhard Vinzenz Adlers ein von Karl Wilfert dem Älteren geschaffenes Denkmal.